# Retkocer
Retkocer (cyr. Реткоцер) – wieś w Serbii, w okręgu jablanickim, w gminie Medveđa. W 2011 roku liczyła 94 mieszkańców.